# Ram Gopal (Tänzer)

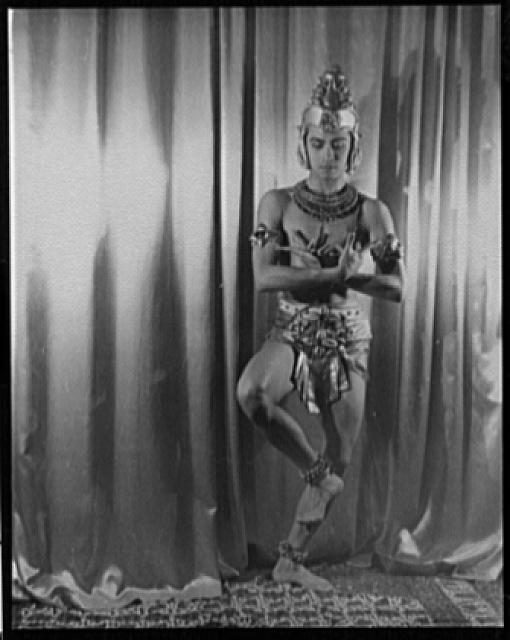
Ram Gopal, fotografiert von Carl Van Vechten, 1938

Bissano Ram Gopal (geb. um 1917 in Bangalore, Britisch-Indien; gest. 12. Oktober 2003 in London) war ein indischer Tänzer und Choreograf mit einer internationalen Karriere.

## Leben
Ram Gopal war der Sohn einer burmesischen Mutter und eines rajputischen Barristers. Sein Geburtsdatum wird in seinem Pass mit 20. November 1917 angegeben, worauf auch sein Vorname Bissano hindeutet, in dem das Hindi-Wort für 20 enthalten ist; er könnte aber nach Aussagen von Zeitgenossen auch um 1912 geboren sein. Schon als Kind begeisterte er sich für klassischen indischen Tanz und erlernte zunächst Kathakali. Als er bei einer jährlichen Veranstaltung dem Maharadscha von Mysore vortanzte, überzeugte dieser Gopals Vater, seinem Sohn die Weiterführung seiner Tanzausbildung zu ermöglichen. Später erlernte er Bharatnatyam, Kathak und Manipuri und integrierte diese Tanzstile in den kommenden Jahrzehnten in seinen Darbietungen.
Die amerikanische Tänzerin La Meri lud Gopal in die USA ein, wo er am 1. Mai 1938 im 46th Street Theatre in New York City auftrat. 1939 folgten Auftritte in Paris sowie in London im Aldwych Theatre. Gopal erlangte internationalen Ruhm und wurde zusammen mit Uday Shankar einer der weltweit berühmtesten Vertreter des klassischen indischen Tanzes. Als Choreograf wurde er vor allem für seine Produktionen Legend of the Taj Mahal, Dance of the Setting Sun und Dances of India bekannt. 1960 kreierte er mit Alicia Markova ein Duett namens Radha-Krishna auf der Grundlage von Hindu-Mythologie, wobei Markova als Radha und Gopal als Krishna tanzte. In Mumbai wirkte Gopal in der Tanzschule der österreichischen expressionistischen Tänzerin Hilde Holger mit.
Als er in den 1960er Jahren im Londoner Stadtteil Chelsea wohnte, war er kurzzeitig mit Edith Alexander verheiratet, die einige Jahre später starb. Das Paar hatte keine Kinder. Der französische Regisseur Claude Lamorisse veröffentlichte 1970 einen Film über sein Leben. In den folgenden Jahrzehnten lebte Gopal in London, Venedig und in Südfrankreich als Gast der Familie Lamorisse. Nachdem er erfolglos versucht hatte, in seine Heimatstadt Bangalore zurückzukehren, verbrachte er seine letzten Lebensjahre in einem Pflegeheim in Croydon, wo er am 12. Oktober 2003 starb. Nach der Einäscherung wurde seine Asche in Südfrankreich auf dem Gelände des Schlosses der Familie Lamorrisse verstreut.
1990 wurde er zum Fellow der indischen Nationalakademie für Musik, Tanz und Drama ernannt. 1999 wurde er für sein Wirken als Tänzer mit dem Order of the British Empire ausgezeichnet. Einige seiner Kostüme sind im Victoria and Albert Museum in London ausgestellt.

## Publikationen
- Ram Gopal und Serozh Dadachanji: Indian Dancing. Phoenix House, 1951.
- Ram Gopal: Ram Gopal: Rhythm in the Heavens: An Autobiography. Secker and Warburg, 1957. Online